# Анстед, Дэвид Томас
Дэвид Томас Анстед (англ. David Thomas Ansted; 1814—1880) — английский учёный, геолог, горный инженер, публицист и педагог.

## Биография
Дэвид Томас Анстед родился 5 февраля 1814 года в столице Британской империи городе Лондоне.
Профессиональное образование получил в Колледже Иисуса при Кембриджском университете. Вдохновлённый исследованиями Адама Седжвика по окончании университета в 1839 году Дэвид Томас Анстед получил учёную степень по геологии, а в 1840 году был назначен ординарным профессором на кафедру геологии в Королевском колледже города Лондона; этот пост Анстед занимал более двенадцати лет, вплоть до 1853 года.

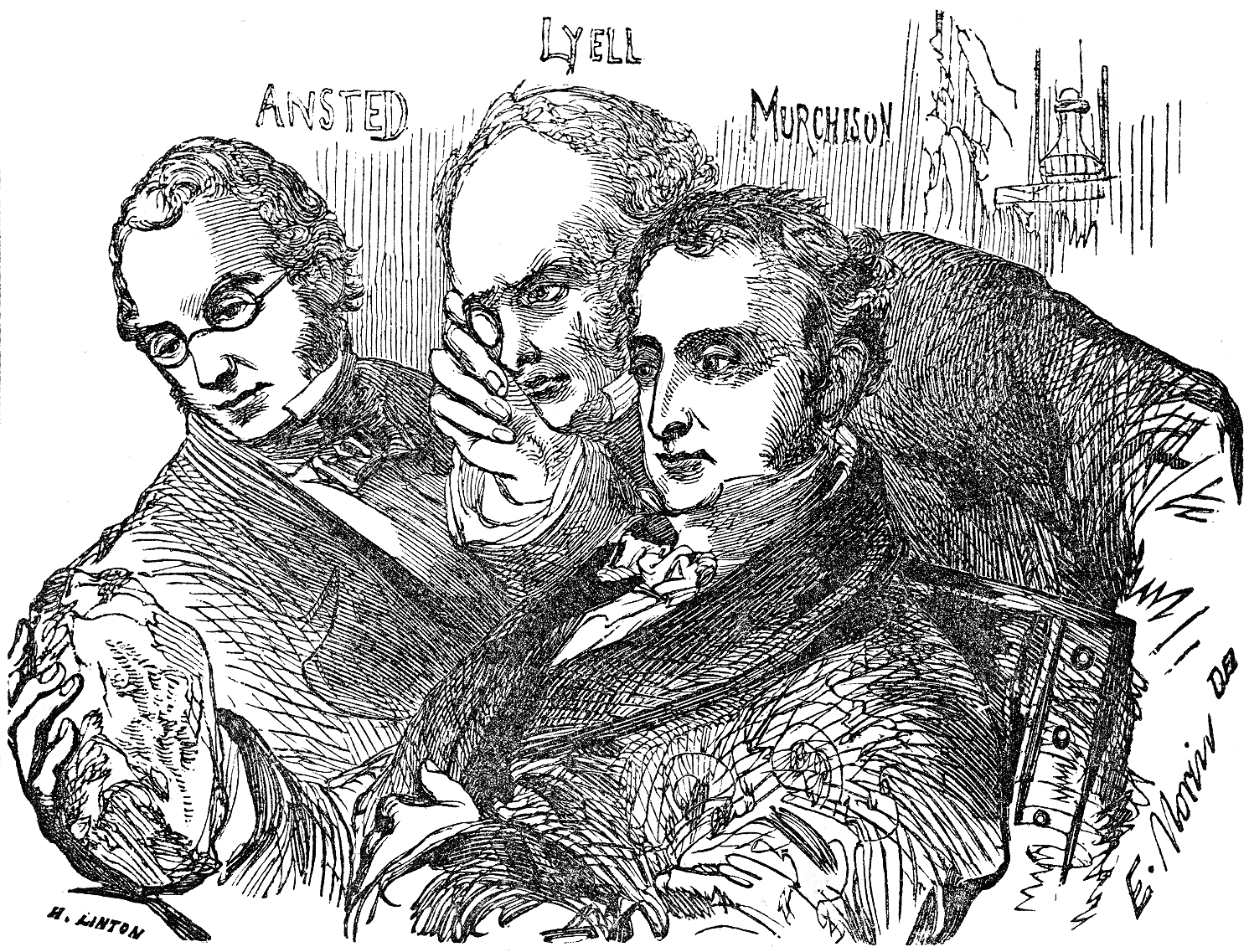
Анстед и его коллеги: Лайель, Чарлз и Мурчисон, Родерик Импи

В 1844 году Анстед стал действительным членом Королевского общества, и с этой даты до 1847 года включительно он был вице-секретарём Геологического общества Лондона.
В 1845 году Дэвид Томас Анстед занял должность профессора геологии в военной школе для Индии в Аддискомбе и получил также кафедру геологии в Путрейском колледже гражданских инженеров в Лондоне,.
Начиная с 1848 года, Дэвид Томас Анстед большей частью направил свои силы и знания на применение теоретической геологии к инженерному и горному делу. Одновременно с этим исполнял обязанности эксперта и горного инженера и в этой должности объездил многие уголки Европы, где велись масштабные геологические разработки. В 1868 году учёный получил назначение: ему было предложено экзаменовать студентов по физической географии.
Дэвид Томас Анстед скоропостижно скончался 13 мая 1880 года в английском графстве Саффолк.

## Основная библиография
- Ansted D. T. Geology, Introductory, Descriptive and Practical (1844)
- Ansted D. T. The Ancient World, or Picturesque Sketches of Creation (1848)
- Ansted D. T. The Goldseeker’s Manual (1849)
- Ansted D. T. Physical Geography (med atlas, 1852)
- Ansted D. T. Notes on Scenery, Science and Art (1854)
- Ansted D. T. Geological science: including the practice of geology and the elemeents of physical geography. 1855. London: Griffin. 302 p. ((Geology. Circle of the sciences: 2s. 6d.)
- Ansted D. T. Geological Gossip, or Stray Chapters on Earth and Ocean (1868)
- Ansted D. T. The Great Stone-Book of Nature (1863)
- Ansted D. T. The Applications of Geology to the Arts and Manufactures (1865)
- Ansted D. T. Physical Geography (1871)
- Ansted D. T. Reports (1868)
- Ansted D. T. The World We Live In, or First Lessons in Physical Geography (1868)
- Ansted D. T.County-Geographies: Kent, Surrey, Sussex (1872)
- Ansted D. T. Water and Water Supply in the British Islands (1878)